# Bakteriologische Untersuchung
Als Bakteriologische Untersuchung (BU) bezeichnet man den Nachweis, die Identifizierung und gegebenenfalls Quantifizierung bakterieller Krankheitserreger aus Untersuchungsmaterial. Als Ausgangsmaterial kommen beispielsweise Abstriche und Tupferproben von krankhaften Veränderungen oder Materialien, Körpersekrete, Gewebsproben aus der Pathologie, Bioptate und Proben von Lebensmitteln in Betracht. Die Probenentnahme ist steril vorzunehmen, um eine Überwucherung mit ubiquitären Fremdkeimen zu verhindern. Für die Aussagekraft spielen auch Transportzeiten und -bedingungen zum Untersuchungslabor eine entscheidende Rolle.
Ein einfacher Nachweis bakterieller Kontamination ist der mikroskopische Nachweis unter Einsatz verschiedener Färbetechniken (Gram-Färbung, Ziehl-Neelsen-Färbung). Eine Bakteriologische Untersuchung ist im Regelfall mit einer Anzüchtung (Kultivierung) der Bakterien auf einem Nährboden oder in flüssigen Nährmedien als Bakterienkultur verbunden. Dies erlaubt auch eine Quantifizierung in koloniebildende Einheiten und die Anfertigung eines Antibiogramms. Eine Differenzierung von Erregern kann auch über ihre biochemischen Eigenschaften erfolgen („Bunte Reihe“). In zunehmendem Maße werden auch molekularbiologische Techniken eingesetzt.
Die Wahl des geeigneten Verfahrens wird maßgeblich von der Verdachtsdiagnose bestimmt, da viele Erreger spezifische Anzüchtungsbedingungen und Nachweisverfahren erfordern.